# Eucnide grandiflora
Eucnide grandiflora är en brännreveväxtart som beskrevs av Joseph Nelson Rose. Eucnide grandiflora ingår i släktet Eucnide och familjen brännreveväxter. Inga underarter finns listade i Catalogue of Life.